# Campanario (Hiszpania)
Campanario – gmina w Hiszpanii, w prowincji Badajoz, w Estramadurze, o powierzchni 257,32 km². W 2011 roku gmina liczyła 5256 mieszkańców.